# Assessment
Een assessment is een beoordelingsprogramma dat sollicitanten of kandidaten moeten doorlopen om voor een bepaalde functie aangenomen te worden of om te bepalen of ze over ontwikkelbare talenten beschikken. Een assessment maakt deel uit van de sollicitatieprocedure van veel grotere bedrijven en van de overheid, en wordt vaak uitbesteed aan gespecialiseerde adviesbureaus.
Wanneer een assessment bestaat uit verschillende testen, simulaties of rollenspelen wordt dit de assessment center methode genoemd. Hoe een assessment is opgebouwd, verschilt per bedrijf en beroepsgroep. Juristen worden bijvoorbeeld anders getest dan luchtmachtpiloten. Een intelligentie- en een persoonlijkheidstest maken meestal ook deel uit van het programma. Daarnaast bestaan specifieke groepsvaardigheidstesten en werksimulaties. Soms vinden ook gesprekken plaats met een gedragsdeskundige arbeidspsycholoog. Op deze manier kan men een beeld vormen van de werkhouding, intelligentie, persoonlijkheid en ontwikkelmogelijkheden en stressbestendigheid van de kandidaat.
Assessments worden niet alleen afgenomen op locatie, maar worden ook digitaal aangeboden. Hierdoor worden sommige assessments toegankelijker en goedkoper. Een digitaal assessment duurt vaak ook korter dan een assessment op locatie, wat kan bijdragen aan een positievere ervaring tijdens de sollicitatieprocedure. Bij digitale assessments kun je echter niet de diepte ingaan met een kandidaat.
Het fenomeen assessment is inmiddels ook een thema voor televisieprogramma's. Zo werden in het RVU-programma Aan de bak kandidaten in rollenspelen op hun geschiktheid getest door Viggo Waas en Peter Heerschop. In het NCRV-programma Slag om Pampus was te zien hoe assessmentpsycholoog Bas Kok kandidaten beoordeelde voor de functie van fortwachter.

## Waarde
De waarde die aan assessments gehecht wordt verschilt per bedrijf en per beroepstak. Sommige bedrijven volgen het advies van het assessmentbureau op, anderen leggen het naast zich neer en hechten meer waarde aan de gesprekken die ze zelf met de kandidaat hebben gehad. Soms wordt een assessment ook gebruikt als beweegreden om reeds bekende (interne) kandidaten af te wijzen of juist aan te nemen. Een kandidaat heeft privacyrechtelijk als eerste het recht de resultaten te zien. Ook mag hij gebieden dat ze niet doorgegeven worden aan de instelling waarbij hij solliciteert. In dit geval zal de sollicitatie meestal ten einde zijn. De instelling mag de resultaten daarnaast niet aan derden doorspelen, zelfs niet naar een andere afdeling binnen het bedrijf. Dit geschiedt echter soms toch. In dergelijke gevallen is er weinig wat de kandidaat kan ondernemen: de schade is slecht aantoonbaar, juridische acties zijn peperduur, en men is bang toekomstige carrièrekansen te schaden.
Een probleem met assessments is dat de aangeboden "oefeningen" vaak een vrij extreem karakter hebben. Ze testen of iemand een goede 'trouble shooter' is. Het risico bestaat dat hierdoor de rustige doordachte types, die continue aan een organisatie werken en die de problemen, zoals uit de geschetste oefeningen, juist weten te voorkomen, achter het net vissen.

## Bredere betekenis
Het woord komt uit het Engels. Daar heeft het de iets ruimere betekenis van beoordeling. Er worden daar ook andere beoordelingen mee bedoeld dan alleen die van personeel. Ook procedures en producten etc. kunnen 'assessed' worden.

## Beroepsonderwijs (Nederland)
Letterlijk betekent ‘assessment’ schatting en beoordeling. In Engelstalige literatuur verwijst het begrip assessment “naar het toetsen en beoordelen van de prestaties van de student” (Vermetten, Daniëls, & Ruijs, 2001, p. 9). In Amerikaanse literatuur verstaat men onder assessment het meten van de leerprestaties. Het beoordelen van deze prestaties wordt aangeduid met evaluation (Baartman, Bastiaens en Kirschner, 2004, p.4). Elshout-Mohr et al (2001) formuleren een assessment als "het multidimensionaal beoordelen van de geschiktheid van een persoon voor een maatschappelijke taak of functie" (p. 48). Met multidimensionaal geven de auteurs aan dat er meerdere instrumenten worden ingezet en dat er vanuit meerdere perspectieven, bijvoorbeeld vanuit docent en praktijkbegeleider, beoordeeld wordt.
In Nederlandse literatuur wordt assessment bijna altijd in verband gebracht met competenties. Een assessment moet dan aan een aantal voorwaarden voldoen. Er moeten authentieke of levensechte situaties worden gebruikt. Vervolgens zijn zowel basiskennis als het toepassen van kennis en vaardigheden het doel van de meting. Verder is kennisconstructie en niet -reproductie het uitgangspunt. Ook moeten deelnemers betrokken worden bij de toetsprocedures en de toetsen worden geïntegreerd in het leer- en instructieproces (Dochy & Struyven, 2002, p. 35). Daarbij komt nog het eerder genoemde multidimensionaal toetsen en het beoordelen vanuit meerdere perspectieven.
In het beroepsonderwijs is het idee van het competentiegericht beoordelen uit het bedrijfsleven overgenomen, eerst in het hoger onderwijs, later in het middelbaar beroepsonderwijs (mbo). De verwachting daarbij was en is dat een dergelijke beoordelingswijze de aansluiting voor studenten met de beroepspraktijk versoepelt (Merriënboer, Klink & Hendriks, 2002). In 2010 moet in het hele mbo het competentiegericht onderwijs (CGO) zijn ingevoerd.

## Primair en voortgezet onderwijs (Nederland)
Door de invoering van de functiemix (een instrument dat onder andere binnen het primair en voortgezet onderwijs gebruikt wordt om leraren carrière te laten maken en te belonen voor hun competenties) wordt het binnen deze sectoren steeds gebruikelijker om assessments af te nemen. Door middel van een intensieve samenwerking tussen arbeidspsychologen en vakkundigen zijn er diverse assessmentprofielen ontwikkeld die rekening houden met een zo groot mogelijke objectiviteit, validiteit en betrouwbaarheid ten aanzien van de resultaten. Door middel van deze Competentie Thermometer, is het afnemen van assessments bij leerkrachten in het primair en voortgezet onderwijs nu ook mogelijk.